# Zelkova
Zelkova is een geslacht van bomen uit de iepenfamilie. Het geslacht bestaat uit zes soorten. De bomen komen van nature voor in Zuid-Europa en in Zuidwest- en Oost-Azië. Ze variëren in hoogte van struiken (zoals Zelkova sicula) tot meer dan 35 m hoge bomen (zoals Zelkova carpinifolia).
De botanische naam Zelkova is afkomstig van de Kaukasische naam voor Zelkova carpinifolia, zoals in de Georgische naam ძელქვა (dzelkva).
Het blad is afwisselend geplaatst, kort gesteeld en gezaagd. De bladvoet is in tegenstelling tot de iepen symmetrisch van vorm.
De bomen zijn eenhuizig en bloeien in de bladoksels. De vrouwelijke bloemen zitten bovenaan de eenjarige scheuten en de mannelijke aan de onderzijde.
De vruchten zijn ongevleugelde, kort gesteelde, asymmetrische steenvruchten.
Het hout is ringporig en wordt voor dezelfde doeleinden gebruikt als iepenhout.
Soorten
- Zelkova abelicea - Kretenzische zelkova
- Zelkova carpinifolia - Kaukasische zelkova of zwepenboom
- Zelkova serrata - Japanse zelkova
- Zelkova sicula - Siciliaanse zelkova
- Zelkova sinica - Chinese zelkova
- Zelkova schneideriana - Schneider's zelkova

Zelkova serrata en Zelkova carpinifolia worden als sierbomen gebruikt.
Tot in het Pleistoceen kwamen de bomen ook voor in Noord-Amerika en Noord-Europa. Door de ijstijd zijn de bomen teruggedrongen tot zuidelijker streken.